# (12717) 1991 HK
1991 إتش كي (ويعرف أيضًا باسم (12717) 1991 إتش كي وفق تسمية الكوكب الصغير) (بالإنجليزية: 1991 HK)‏ هو كويكب ضمن حزام الكويكبات؛ وترتيبه 12717 من حيث الاكتشاف.
اكتُشف هذا الجُرم الفلكي بواسطة Atsushi Sugie ‏ في 16 أبريل 1991.

## وصلات خارجية
- (12717) 1991 HK في قاعدة بيانات مختبر الدفع النفاث لأجرام النظام الشمسي الصغيرة

- الاكتشاف · مخطط المدار ·  العناصر المدارية · المعلمات المادية

- (12717) 1991 HK على موقع ويكي سكاي: DSS2, SDSS, GALEX, IRAS, Hydrogen α, X-Ray, Astrophoto, Sky Map, Articles and images